# Reval (Zigarettenmarke)
| Reval (ohne Filter)                                                                      | Reval (ohne Filter)   |
| ---------------------------------------------------------------------------------------- | --------------------- |
| Teer:                                                                                    | 10 mg (1976: 22 mg)   |
| Nikotin:                                                                                 | 0,9 mg (1976: 1,0 mg) |
| Kohlenmonoxid:                                                                           | 6 mg                  |
| Tabakzusatzstoffe:                                                                       | Wasser, Stickstoff    |
| Stand 3/2007 Die Angaben gelten für die auf dem deutschen Markt erhältlichen Zigaretten. |                       |

| Reval Filter Golden Blend                                                                | Reval Filter Golden Blend                                                               |
| ---------------------------------------------------------------------------------------- | --------------------------------------------------------------------------------------- |
| Teer:                                                                                    | 10 mg (1976: 16 mg)                                                                     |
| Nikotin:                                                                                 | 0,8 mg (1976: 0,7 mg)                                                                   |
| Kohlenmonoxid:                                                                           | 10 mg                                                                                   |
| Tabakzusatzstoffe:                                                                       | Wasser, Stickstoff, Propylenglycol, Invertzucker, Zucker, Kakao, Lakritzextrakt, Aromen |
| Stand 3/2007 Die Angaben gelten für die auf dem deutschen Markt erhältlichen Zigaretten. |                                                                                         |

Reval ist eine Marke für Zigaretten von Reemtsma, die zum Tabakkonzern Imperial Tobacco Group PLC gehört. Erfinder und ursprünglicher Hersteller von Reval war die Badische Tabakmanufaktur, die 1985 in Reemtsma aufging.
Die geschützte Verpackung wird geprägt von einer traditionell gehaltenen blauen Aufschrift auf gelbem Grund. Das abgebildete Wappen ist jedoch nicht identisch mit dem der Stadt Tallinn, die bis 1918 Reval hieß.
Ab Mitte Mai 2015 wurden die Marken Eckstein No. 5, Juno und Salem No. 6 schrittweise in die Marke Reval überführt.

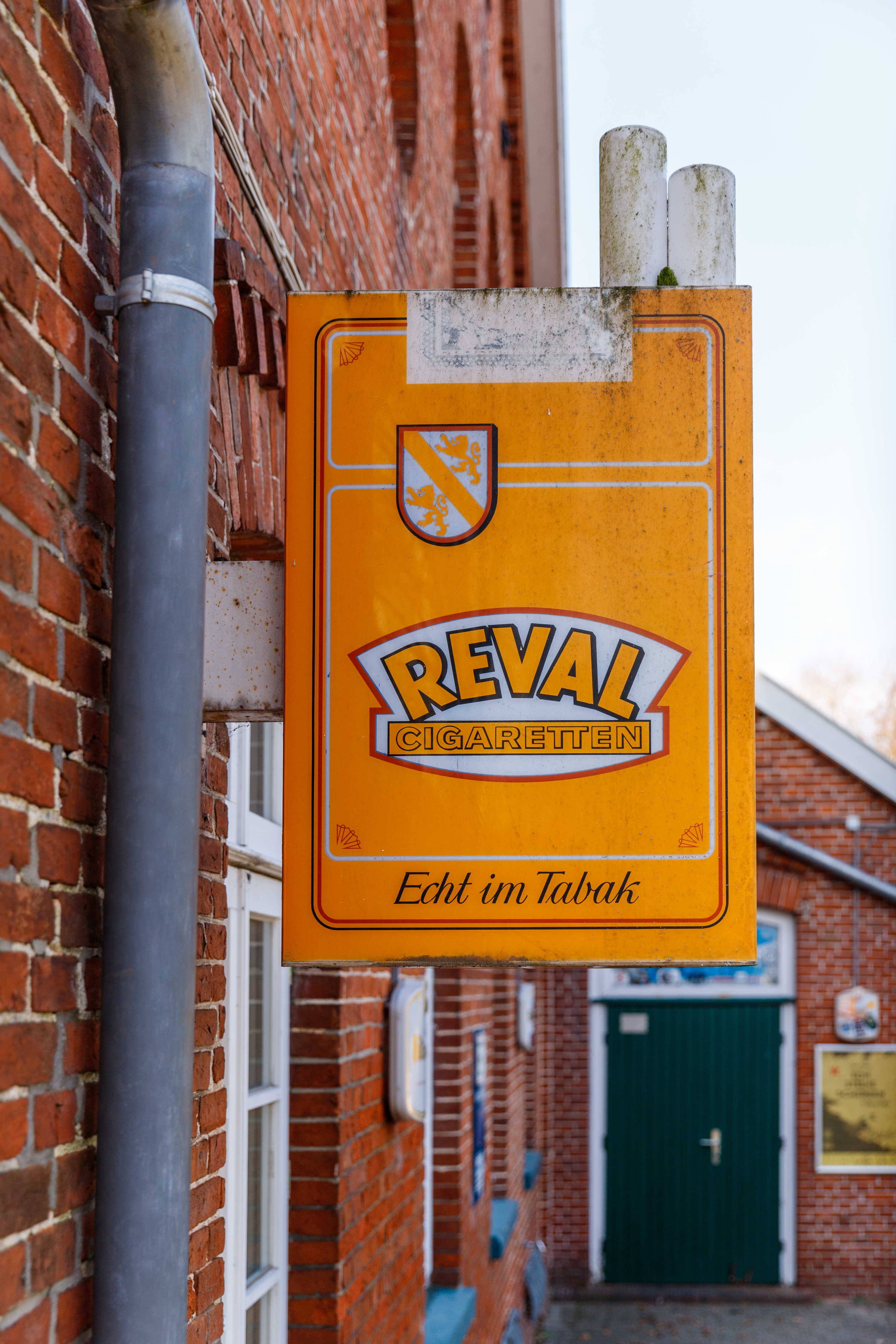
Alte "Reval"-Werbung an einem Gasthof.

Im Mai 2016 teilte der Reemtsma-Konzern mit, dass man die Produktion der Variante mit Filter (Reval Filter Golden Blend) eingestellt habe. Die Reval ohne Filter wird weiterhin hergestellt. Sie ist im Softpack erhältlich.

## Sprichwörter
Aufgrund des recht starken Aromas von filterlosen Reval-Zigaretten haben sich im Volksmund Sprüche über die Marke etabliert.